# ديفيد وو (رجل أعمال)
ديفيد وو (بالإنجليزية: David Wu)‏ هو شخصية أعمال أمريكي، ولد في 1970.